# Molière inattendu
Le Molière inattendu est un prix décerné dans le cadre de la Nuit des Molières. Il a été décerné uniquement en 2005.

## Palmarès duMolièreinattendu
- Lauréat :  Camille C. de Jonathan Kerr, mise en scène de Jean-Luc Moreau au Théâtre de l'Œuvre
- Nominations : 
  - Créatures d'Alexandre Bonstein et Lee Maddeford, mise en scène Agnès Boury, au Théâtre de la Renaissance
  - La guinguette a rouvert ses volets, mise en scène Didier Bailly, au Théâtre 14
  - Le Tas, par la compagnie La Belle Meunière
  - Love ! Valour ! Compassion ! au Théâtre de la Porte-Saint-Martin
  - Ta bouche, par la compagnie des Brigands